# Institut national de la santé et de la recherche médicale

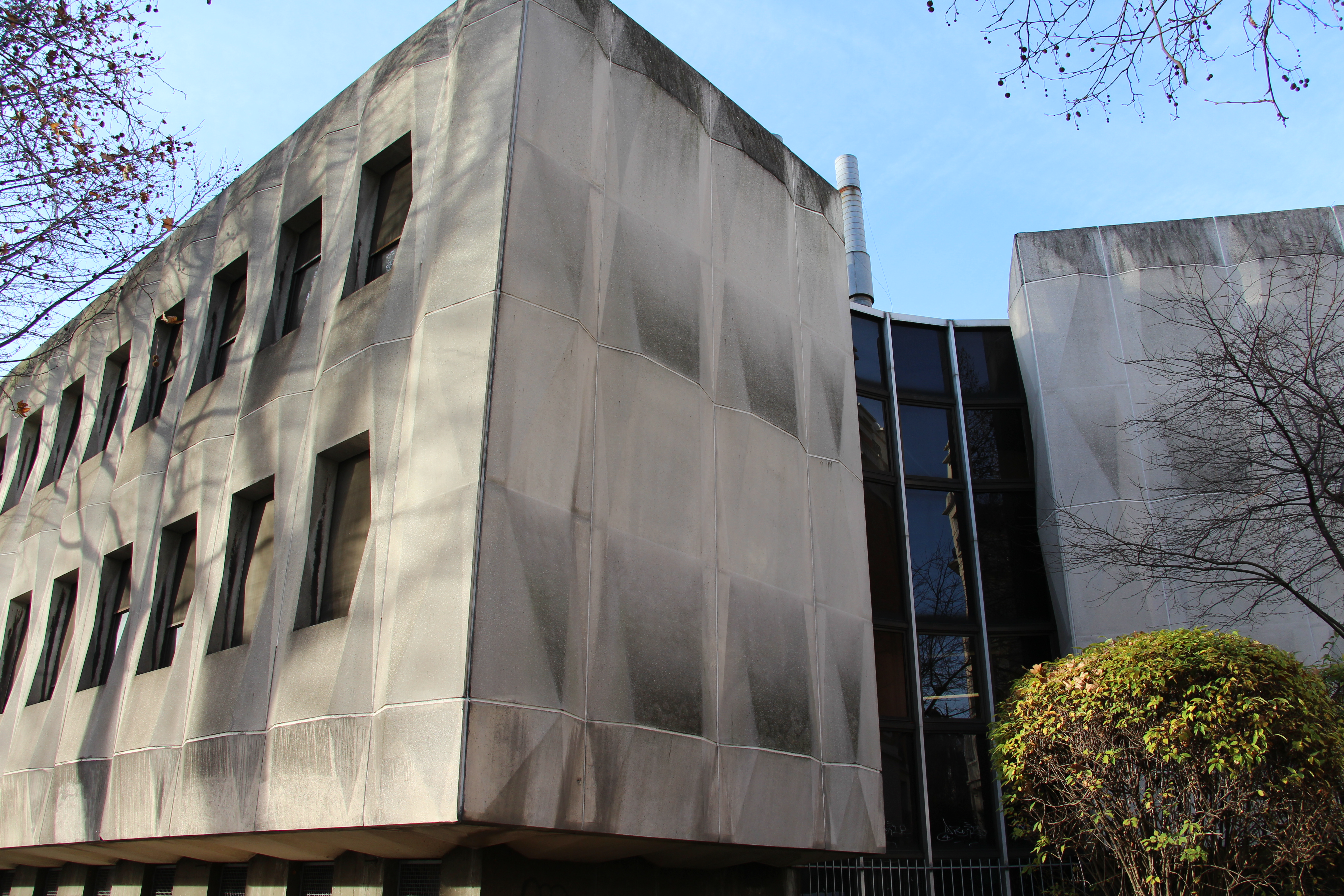
INSERM

Institut national de la santé et de la recherche médicale, INSERM, är ett franskt forskningsinstitut inom medicin/hälsa, bildat 1964.
Enligt SCImago Institutions Rankings 2019 rankas Inserm som den näst bästa forskningsinstitutionen inom hälsosektorn och den 22:a i alla sektorer.